# Hawaiische Renaissance
Die hawaiische Renaissance (auch hawaiische Kulturrenaissance genannt) ist das Wiederaufleben einer eigenständigen kulturellen Identität in Hawaii, die sich auf die traditionelle Kultur der Hawaiier (kānaka maoli) stützt und sich deutlich von der auf Tourismus basierenden Kultur unterscheidet, für die Hawaii zuvor weltweit bekannt war – wie auch andere Teile Polynesiens. Die hawaiische Renaissance gilt als globales Modell für biokulturelle Wiederbelebung und Nachhaltigkeit.

## Erste hawaiische Renaissance

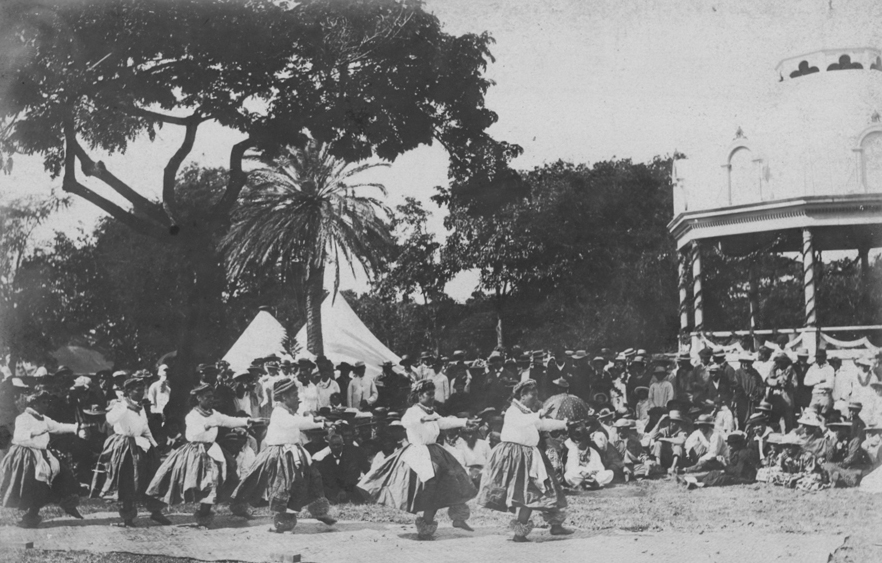
Hula zum 49. Geburtstag von Kalākaua

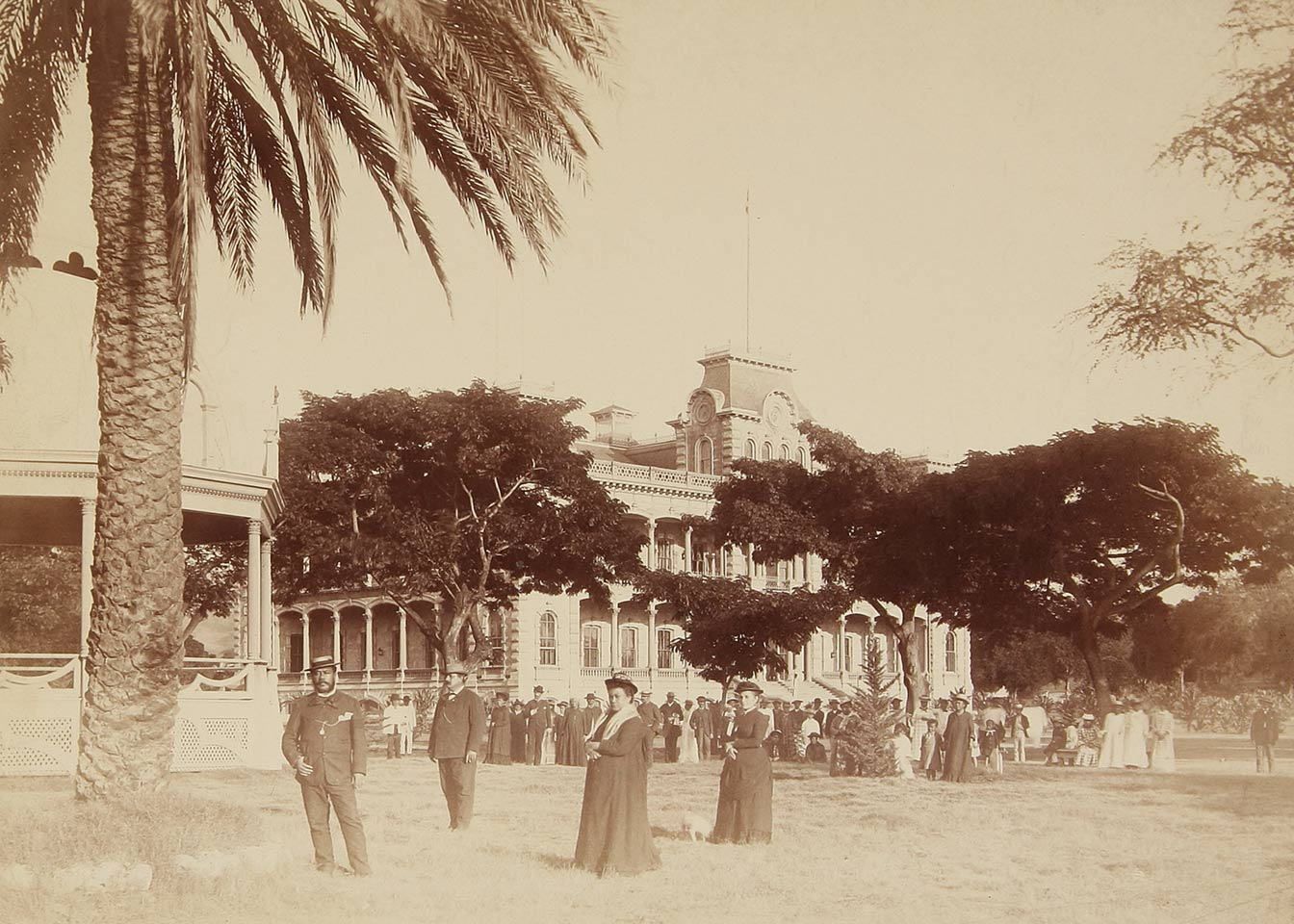
ʻIolani-Palast, 1882 (im Vordergrund von links nach rechts) Kalākaua, Charles Hastings Judd, Kapiolani und Antoinette Manini Swan.

Die erste hawaiische Renaissance beruhte auf der nationalistischen Gesinnung von König Kamehameha V. Zu dieser Zeit war Hawaii ein unabhängiges Königreich. Die Absicht war, eine zeitgenössische nationale Identität zu schaffen, anstatt Hawaii nach dem Vorbild des Vereinigten Königreichs und der Kultur der Vereinigten Staaten zu gestalten. König Kalākaua hatte einen umstrittenen Aufstieg zur Macht aufgrund der internen Konflikte zwischen den Familienlinien. Ein Teil der Bevölkerung bevorzugte Kalākaua, während andere seine Konkurrentin Königin Emma unterstützten. Dies führte zu inneren Unruhen, aber die meisten sprachen sich für Kalākaua aus, da er die hawaiische Kultur in die städtisch geprägten Gebiete zurückbrachte.
Kalākaua unternahm Schritte, um den Patriotismus zu stärken, und ersetzte 1876 die in erheblichem Maße christliche Nationalhymne He Mele Lahui Hawaii durch Hawaiʻi ponoʻī, inspiriert von Kamehameha I. Er ließ den in die Jahre gekommenen ʻIolani-Palast von 1879 bis 1882 erneuern.
Trotz seiner anfänglichen Bemühungen, sich die Gunst der Haole zu verdienen, wuchs die Ansicht, dass er sein Volk über die anderen stellte. Das hawaiische Volk liebte ihn, doch die Nachkommen der Missionare hatten kein Vergnügen am Umgang mit Kalākaua. Die Nachkommen der Missionare hatten durch den Kauf von Land Macht in Hawaiʻi erlangt. Sie waren einflussreich genug, um Kalākaua beratend zur Seite zu stehen, obwohl der König nicht immer mit ihrer Meinung einverstanden war. Er stellte sein Volk immer an die erste Stelle, und das bedeutete manchmal, dass er die Ideen der Missionare ablehnte.
Kalākaua verbrachte drei Jahre mit der Planung seiner feierlichen Krönung im Jahr 1883, um die ethnischen Spannungen zwischen den Hawaiiern und den Haoles abzubauen, und 8.000 Menschen nahmen daran teil. Kalākaua förderte mehrere traditionelle hawaiische Praktiken wie den Hula (der 1830 von Regentin Kaʻahumanu unterbunden worden war, als Teil der Bemühungen, die traditionelle hawaiische Religion zu entwurzeln und Hawaii das Christentum aufzuzwingen), Gesänge, Sport und königliche Rituale. Er ließ auch hawaiische Mythen, Legenden und Gesänge in Medien wie dem Kumulipo aufzeichnen und seine Genealogie nachzeichnen.

## Zweite hawaiische Renaissance

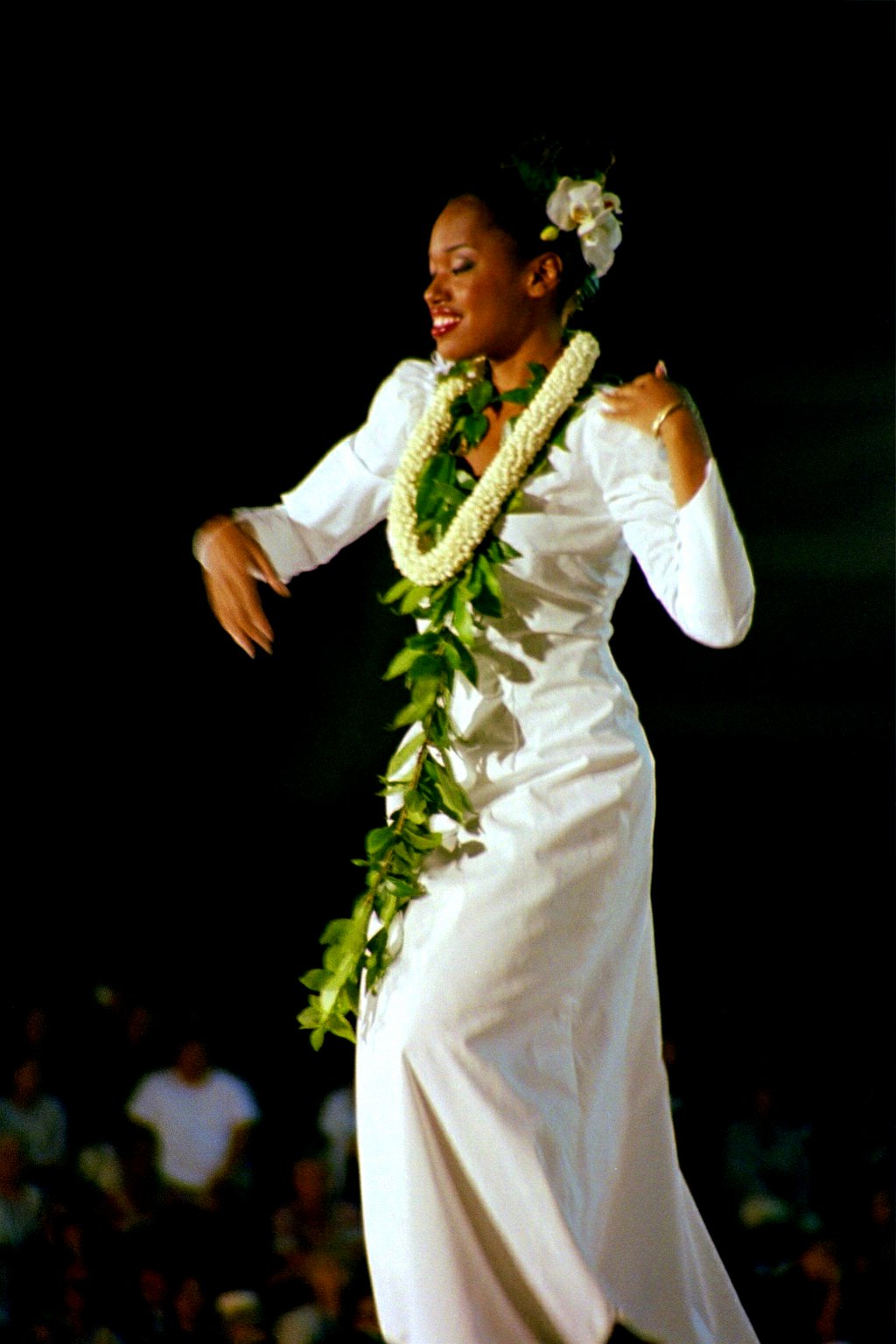
Merrie Monarch Festival, 2003

Man geht davon aus, dass die Zweite hawaiische Renaissance 1970 begann und sich auf ähnliche kulturelle Bewegungen der späten 1960er und frühen 1970er Jahre stützte. Sie ist vor allem für ihre Musik bekannt, wie z. B. Gabby Pahinui und seine Arbeit mit den Sons of Hawaii oder Keola, und Kapono Beamers traditionalistische Slack-Key-Musik und seine charakteristischen Doppelloch-Gitarren, die im Guitar and Lute Workshop gebaut wurden. Andere bekannte hawaiische Musiker, die eine wesentliche Rolle bei der Renaissance spielten, waren Dennis Pavao, Ledward Kaʻapana und Nedward Kaʻapana. Die Kaʻapana-Brüder bildeten zusammen mit ihrem Cousin Pavao das Falsett-Trio Hui ʻOhana. Die Musikgruppe Olomana trug mit Liedern wie „O Malia“ und „Mele O Kahoʻolawe“ ebenfalls zur Musik dieser Zeit bei.
Diese Periode der hawaiischen Geschichte ist auch mit einem erneuten Interesse an der hawaiischen Sprache, Pidgin, Hula, traditionellem hawaiischem Kunsthandwerk, Hawaii-Studien und anderen kulturellen Bereichen verbunden.
Dieser Aufschwung des hawaiischen Selbstverständnisses wurde durch den 1964 erschienenen Essay „On Being Hawaiian“ des Schriftstellers John Dominis Holt IV inspiriert, der den Stolz auf die hawaiische Kultur nach Jahrzehnten negativer Stereotypen zurückbrachte.
Das Merrie Monarch Festival, das 1964 von Helene Hale ins Leben gerufen wurde, führte zu einem Wiederaufleben des Studiums und der Ausübung des traditionellen Hula, der vor 1893 entwickelt und getanzt worden war.

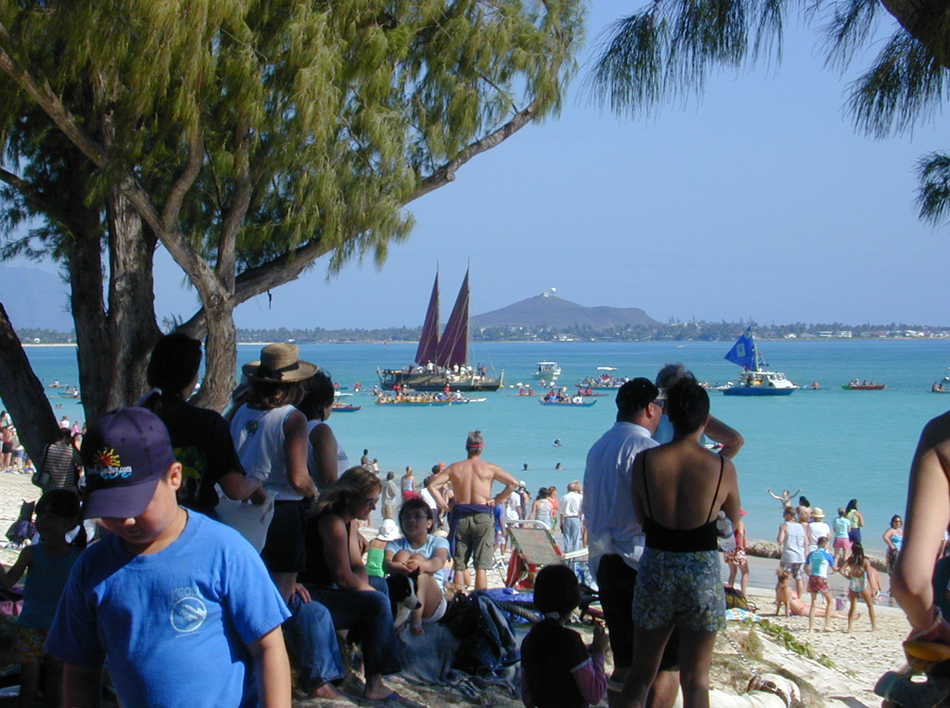
Hōkūleʻa und Auslegerkanus in Kailua, 2005

Die polynesische Seefahrt ist ebenfalls ein wichtiger Aspekt der hawaiischen Renaissance. 1975 baute die Polynesian Voyaging Society die Nachbildung eines alten polynesischen Reisekanus. Das Schiff wurde auf den Namen Hōkūleʻa getauft und ist ein Beispiel für die Wiederbelebung der nichtinstrumentellen Wegfindung und Navigation. Der Erfinder und erste Navigator der Hōkūleʻa, Ben Finney, ist eine Ikone der hawaiischen Renaissance und trug dazu bei, das Interesse an der polynesischen Kultur wiederzubeleben.
Die Bewegung hatte auch politische Aspekte, wie z. B. Fragen, die die Hawaiier betrafen, und die Wiederherstellung der hawaiischen Unabhängigkeit. Zu den Ergebnissen gehörten der Verfassungskonvent des Staates Hawaii von 1978, aus dem das Amt für hawaiische Angelegenheiten hervorging, und die Rückforderung von Bundesland an den Staat wie Kahoʻolawe. Die Epoche war auch von heftigen Kämpfen um Landbesitz geprägt wie den Protesten im Kalama Valley in Hawaiʻi Kai, auf Kahoʻolawe und dem Waiāhole-Waikāne-Streit. Gleichzeitig gab es ein Wiederaufleben traditioneller Praktiken wie dem Taro-Anbau (loʻi kalo), Volkskunst und mālama ʻāina (traditionelle Forstwirtschaft / Landheilung und Wiederherstellung).
Der Höhepunkt der hawaiischen Renaissance wird auf die 1970er Jahre datiert und war um 1980 weitgehend abgeklungen, auch wenn manche sie als immer noch aktuelle Bewegung bezeichnen.